# Cymodocella tubicauda
Cymodocella tubicauda är en kräftdjursart som beskrevs av Pfeffer 1887. Cymodocella tubicauda ingår i släktet Cymodocella och familjen klotkräftor.
Artens utbredningsområde är havet kring Nya Zeeland. Inga underarter finns listade i Catalogue of Life.